# Desa Sonok
Desa Sonok är en administrativ by i Indonesien.   Den ligger i provinsen Jawa Timur, i den västra delen av landet, 800 km öster om huvudstaden Jakarta. Desa Sonok ligger på ön Pulau Sapudi.